# Ctenomys fulvus
El tucotuco de Atacama o tucotuco del Tamarugal (Ctenomys fulvus) es una especie de roedor del género Ctenomys de la familia Ctenomyidae. Habita en el noroeste del Cono Sur de Sudamérica.

## Taxonomía
Esta especie fue descrita originalmente en el año 1860 por el sabio y naturalista alemán, radicado en Chile, Rodolfo Amando Philippi.
Localidad tipo
La localidad tipo referida es: “Pingo-Pingo, Antofagasta, Chile”.
Caracterización y relaciones filogenéticas
Ctenomys fulvus es una especie relacionada con C. coludo, C. famosus, C. johannis y C. tulduco.
Subespecies
Esta especie se encuentra dividida en 2 subespecies:
- Ctenomys fulvus fulvus (Philippi, 1860) endémica de zonas de elevada altitud del norte de Chile y áreas limítrofes de la Argentina.
- Ctenomys fulvus robustus (Philippi, 1896)  Endémica del oasis de Pica, perteneciente a la Provincia del Tamarugal, Región de Tarapacá, norte de Chile.[5]

## Distribución geográfica y hábitat
Esta especie se distribuye en el noroeste de la Argentina y el norte de Chile.

## Conservación
Según la organización internacional dedicada a la conservación de los recursos naturales Unión Internacional para la Conservación de la Naturaleza (IUCN), al no poseer mayores peligros y vivir en algunas áreas protegidas, la clasificó en 2015 como una especie bajo “preocupación menor” en su obra: Lista Roja de Especies Amenazadas. Actualmente no hay datos suficientes para determinar el estado de la especie.